# Loop Hero
Loop Hero (с англ. — «герой цикла») — компьютерная игра в жанре roguelike с непрямым управлением, разработанная российской студией Four Quarters и выпущенная компанией Devolver Digital 4 марта 2021 году на персональных компьютерах (Windows, macOS, Linux) и 9 декабря 2021 года на Nintendo Switch. По сюжету игры, мир был помещён во временную петлю, память его обитателей была стёрта, а большая часть мира погрузилась во тьму, которая рассеивается, когда люди вспоминают о том, что за ней находилось. Игровой процесс разворачивается вокруг закольцованной дороги, по которой ходит главный герой, самостоятельно вступающий в схватки с врагами. Игрок не может влиять на действия героя, однако может менять окружающий мир, облегчая жизнь протагонисту или подбрасывая ему новые испытания, чтобы сделать его сильнее. Игра получила в целом положительные отзывы критиков.

## Игровой процесс

Герой идёт по одному из заданных путей игры.

Loop Hero является игрой жанра roguelike с элементами RPG, ККИ и градостроительного симулятора. Игровой мир представляет собой зацикленную тропу, на которой находится костёр. Протагонист самостоятельно идёт по тропе и сражается со встречаемыми монстрами, при этом у игрока нет возможности влиять на его действия. Каждый раз, когда герой проходит мимо костра, он лечится. С каждым кругом враги становятся сильнее. Перед битвой с разумными противниками протагонист вступает с ними в диалоги, через которые игроку передаётся информация о мире игры и объясняются игровые механики.
Убитые монстры приносят герою опыт, который игрок в дальнейшем может потратить на навыки персонажа, также из них выпадает экипировка для героя, которую игрок может менять в любой момент, и карты местности — например, горы, поля, реки, леса, храмы. Карты местности используются для того, чтобы расширять игровую зону, при этом карты разного типа по-разному влияют на героя: так, деревня будет лечить главного героя и выдавать задания, а леса будут мешать герою, выставляя на его пути крысоволков. Также карты взаимодействуют друг с другом: так, если поставить рядом с деревней особняки вампиров, деревня будет захвачена упырями, но если герой трижды пробьётся через неё с боем, она превратится в усиленную деревню и будет давать больше исцеления и продвинутые задания. В игре не представлено списка сочетаемых клеток, что оставляет игроку поле для экспериментов, однако о некоторых из них можно узнавать из диалогов персонажей. После того как карта разрастётся до определённого предела, костёр сменится на логово босса, победа над которым приведёт игрока на следующий акт истории.
Комбинации локаций, заполнение мира и убийство монстров приносят ресурсы и магические сферы сущностей. Пока герой находится у костра, можно прекратить забег, получив все ресурсы; в любой момент игрок может заставить героя отступить, что также завершит забег и принесёт 60 % заработанных ресурсов; а в случае смерти героя, игрок получит только 30 % собранного сырья. По завершении забега эти ресурсы можно потратить на улучшение лагеря героя, что даст ему постоянные бонусы на все следующие партии. Ресурсы можно переводить в другие виды сырья посредством алхимии, при этом создавать можно только те их виды, которые были ранее получены игроком и распылены. Также в лагере можно менять класс героя; всего в игре доступно три класса — стандартный воин, плут и некромант. Каждый класс обладает уникальным геймплеем: так, плут вместо экипировки получает трофеи, которые можно обменять по завершении каждого круга, а некромант поднимает из мёртвых скелетов, которые сражаются на его стороне, и предметы экипировки влияют не на самого некроманта, а на скелетов.
Игра разделена на 4 акта, прохождение которых занимает 20—30 часов игрового времени, при этом один забег занимает порядка 10 минут. Игра выполнена в стиле пиксель-арта и обладает саундтреком в жанре чиптюн.

## Сюжет
Лич, антагонист игры, решил погрузить мир в хаос. Он создал временную петлю и стёр воспоминания его обитателей — большая часть выживших забыла даже собственные имена. Мир охватила темнота, которая рассеивается, когда кто-то о чём-то вспоминает — в этом случае в мир возвращаются забытые тропинки, дома и голоса. Однако способность «вспоминать» черты мира оказывается довольно редкой. Одним из людей, обнаруживших у себя такую способность, стал главный герой, который решил отправиться в путешествие с конечной целью одолеть злодея и спасти мир.

## Разработка и выпуск
Loop Hero разработана российской студией Four Quarters, всего в разработке участвовало четыре человека. Идея игры пришла в голову художнику студии, который начал её презентацию словами «Я ни в коем случае не предлагаю делать эту игру, наоборот, я резко против». Концепт игры показался студии простым, потому он был использован для октябрьского соревнования Ludum Dare 2019, в рамках которого нужно было сделать игру за три дня, однако студия не успела уложиться в срок. По словам разработчиков, в основу игры легли размышления на тему Zero Player Game, однако их виденье быстро переросло границы этого жанра. Изначальной концепцией была зацикленная дорога, по которой самостоятельно ходит герой, а игроку необходимо создавать вокруг протагониста сбалансированные условия, в которых герой становится сильнее, но остаётся в состоянии преодолевать трудности. По ходу разработки разработчики добавляли в концепцию новые элементы — например, ролевой игры или ККИ. Студия не может выделить конкретного источника вдохновения, однако признаёт, что на игру оказали сильное влияние игры, которые они любят — «культовые RPG и диаблоиды»; а «расцвет научно-популярного просвещения в СНГ» оказал влияние на сюжет, в котором магия объясняется через квантовые технологии и программирование, а также имеет место космология.
Механика преобразования клеток, которая трансформирует находящиеся рядом сочетаемые клетки в новые виды, была добавлена разработчиками для наказания игрока. Так, после введения карты «Поле битвы», добавляющей на поле сундук с хорошим снаряжением, многие игроки пришли к выводу, что их выгодно размещать в самом начале забега, чтобы получать экипировку как можно раньше. Поэтому разработчики сделали так, чтобы размещённые рядом поля битвы преобразовывались в новую вариацию местности, на которой, помимо сундуков, могут появляться мимики (монстры, притворяющиеся безобидными объектами), нападающие на игрока.
Издателем игры выступила компания Devolver Digital, которая помогала с раскруткой игры, но не обеспечивала финансирование разработки. Игра была анонсирована в рамках выставки The Game Awards 2020. Издатель в рамках пре-шоу провёл собственную премию «2021 Game of the Year Award», которая предназначалась лучшей игре Devolver, находящейся в разработке, выпуск которой был назначен на 2021 год. Награду получила Loop Hero. В феврале 2021 года была объявлена дата выпуска игры — 4 марта 2021 года; на игру были открыты предзаказы, а демо-версия игры была выложена в рамках «Фестиваля игр Steam».
В первый день после выпуска в игру одновременно играли 32 тысячи игроков, а всего за сутки игру запустило 150 тысяч человек. Спустя неделю, разработчики объявили о продаже более 500 тысяч копий игры. 8 декабря 2021 года разработчики объявили о том, что продажи игры превысили миллион копий.
В марте 2022 года, когда на почве экономических санкций в России в некоторых магазинах стала невозможной покупка игр, Four Quarters опубликовала ссылку на раздачу на RuTracker.org и предложила желающим скачать её бесплатно. В дальнейшем решение разработчиков поддержал издатель игры, Devolver Digital.

## Критика
| Сводный рейтинг       | Сводный рейтинг           |
| Агрегатор             | Оценка                    |
| --------------------- | ------------------------- |
| Metacritic            | PC: 82/100 Switch: 84/100 |
| Иноязычные издания    |                           |
| Издание               | Оценка                    |
| Edge                  | 5/10                      |
| Eurogamer             | 8/10                      |
| Game Informer         | 8,5/10                    |
| GameSpot              | 8/10                      |
| GameStar              | 85/100                    |
| Hardcore Gamer        | [ 19 ]                    |
| IGN                   | 8/10                      |
| Jeuxvideo.com         | 15/20                     |
| Nintendo Life         | 8/10                      |
| Nintendo World Report | 9/10                      |
| PC Gamer (US)         | 83/100                    |
| PCGamesN              | 8/10                      |
| Shacknews             | 9/10                      |
| Русскоязычные издания |                           |
| Издание               | Оценка                    |
| 3DNews                | 9/10                      |
| StopGame.ru           | «Похвально»               |
| «Игромания»           | [ 28 ]                    |
| «Игры Mail.ru»        | 7,5/10                    |
| «Канобу»              | 8/10                      |

Игра получила в основном положительные отзывы критиков; средний балл игры на сайте Metacritic составил 82 из 100 на основе 58 рецензий для Windows и 84 из 100 на основе 19 рецензий для Nintendo Switch.
Эван Лати из журнала PC Gamer поставил игре оценку в 83 балла из 100, отметив наличие в ней духа старых игр: «игра частично содержит мистику и сложность игр 1991 года, однако они были бережно адаптированы для 2021 года». Ян Бодре в рецензии для PCGamesN поставил игре 8 баллов из 10, отметив, что в игре даже после 20 проведённых в ней часов остаётся место для исследования.
Даниил Кортез в рецензии для DTF назвал Loop Hero «игрой, в которой нет ничего лишнего»; он высоко оценил геймплей, дизайн, музыку, сеттинг и отсутствие лишних механик, посчитав единственным существенным минусом игры плохую читаемость, из-за которой игроку не всегда понятно, что происходит на экране. Он, однако, отметил, что формат игры намного лучше бы смотрелся на мобильных устройствах и портативных консолях. Денис Князев из «Канобу» поставил игре оценку в 8 из 10, отметив «потрясающую» работу с балансом и удачную комбинацию механик: «буквально у каждой механики в Loop Hero есть смысл. Буквально каждая механика дополняет другую. Все вместе они делают игру Four Quarters невероятно реиграбельной и крайне увлекательной». Он, однако, также посчитал минусом игры выбранную платформу, посчитав, что Nintendo Switch или мобильные телефоны подошли бы игре лучше.
В 2021 году британский PC Gamer поставил Loop Hero на 60 место в очередном обновлении рейтинга лучших игр всех времён и народов. Журналисты издания отметили ностальгический стиль и полностью поглощающий игрока геймплей, а также то обстоятельство, что игра проста для понимания, но трудна для полного освоения (один из них признался, что наиграл более 50 часов, и всё ещё открывает новые трюки). Также игра была номинирована на The Game Awards 2021 в номинации «Лучшая независимая игра».
В марте 2022 года на ежегодной премии LUDI Awards, организованной российскими сайтами Канобу и Игромания, игра заняла 1 место в категории «Открытие года» и 2 место в категории «Лучший саундтрек».